# Ali Shehata
Ali Shehata (ur. 25 kwietnia 1959) – egipski piłkarz grający na pozycji prawego obrońcy. W swojej karierze grał w reprezentacji Egiptu.

## Kariera klubowa
W swojej karierze piłkarskiej Shehata grał w klubie El Mokawloon SC, w którym zadebiutował w 1981 roku i w którym grał do 1994 roku. W sezonie 1982/1983 wywalczył z nim mistrzostwo Egiptu, a w sezonie 1989/1990 zdobył z nim Puchar Egiptu. W 1982 i 1983 roku zdobył Puchar Zdobywców Pucharów.

## Kariera reprezentacyjna
W reprezentacji Egiptu Shehata zadebiutował w 1983 roku. W 1984 roku zajął z Egiptem 4. miejsce w Pucharze Narodów Afryki 1984. W 1986 roku został powołany do kadry na Puchar Narodów Afryki 1986. Z Egiptem wywalczył mistrzostwo Afryki. Na tym turnieju zagrał w pięciu meczach: grupowych z Senegalem (0:1), z Wybrzeżem Kości Słoniowej (2:0) i Mozambikiem (2:0), półfinałowym z Marokiem (1:0) i finałowym z Kamerunem (0:0, k. 5:4). W kadrze narodowej grał do 1993 roku.